# Colline Livornesi
Le Colline Livornesi, o Monti Livornesi, costituiscono un sistema collinare che si innalza a sud-est della città di Livorno. L'area, oltre al territorio comunale del capoluogo, interessa anche i comuni di Rosignano Marittimo e Collesalvetti.
Il territorio è per la maggior parte compreso nel Parco provinciale dei Monti Livornesi, mentre un'altra piccola porzione della zona costiera è racchiusa nella Riserva naturale Calafuria.
Il gruppo collinare costituisce sulla sponda occidentale un suggestivo promontorio, dove si ritrovano alcune fortificazioni come il Castello del Boccale e la Torre di Calafuria nel cuore dell'omonima riserva naturale e il Castello Sidney Sonnino sull'altura che divide l'area di Calafuria dall'abitato di Quercianella. Più a sud, nel comune di Rosignano Marittimo, si trova la suggestiva località balneare di Castiglioncello, dominata dall'imponente mole del Castello Pasquini.
Nell'area settentrionale, sempre nel comune di Livorno, sorge il Santuario di Montenero, rinomata meta di pellegrinaggi.
Nella parte più interna a est, in località Valle Benedetta, si trovano due santuari di origini seicentesche, dei quali uno ridotto alla sola struttura muraria e privato di ogni decoro e arredo sacro. Non lontano, sorgono i resti di tre mulini a vento fatti costruire nel Settecento su indicazione di ingegneri olandesi, grazie alla costante ventilazione della zona.
Un'altra serie di mulini a vento si trova nei pressi di Rosignano Marittimo.

## I promontori

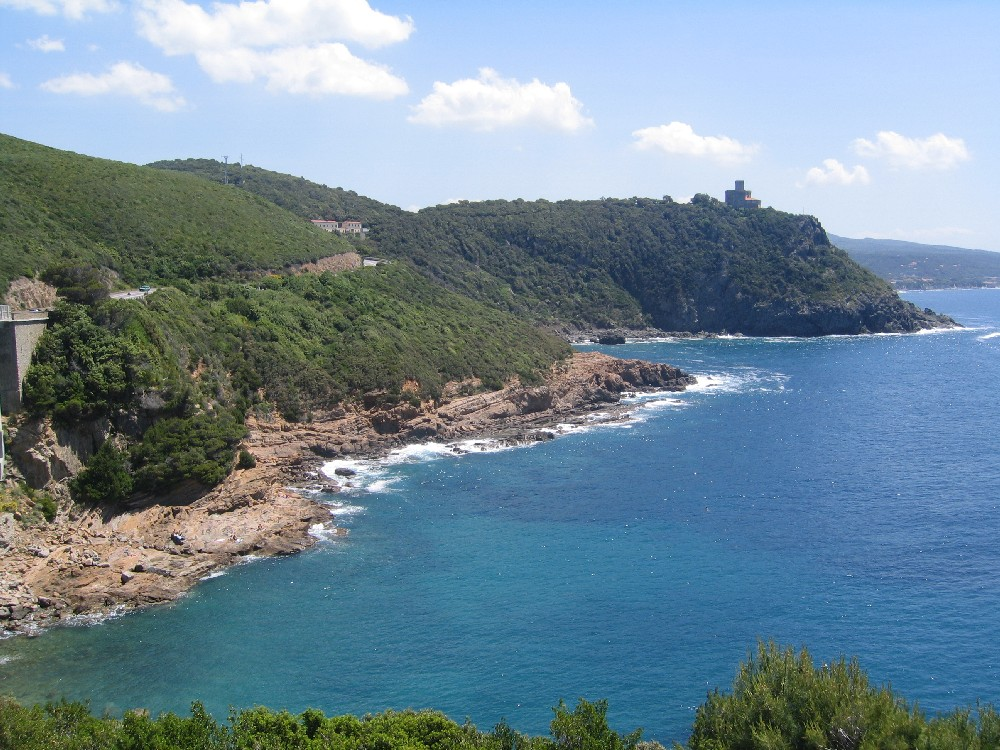
Promontorio della Torre del Romito

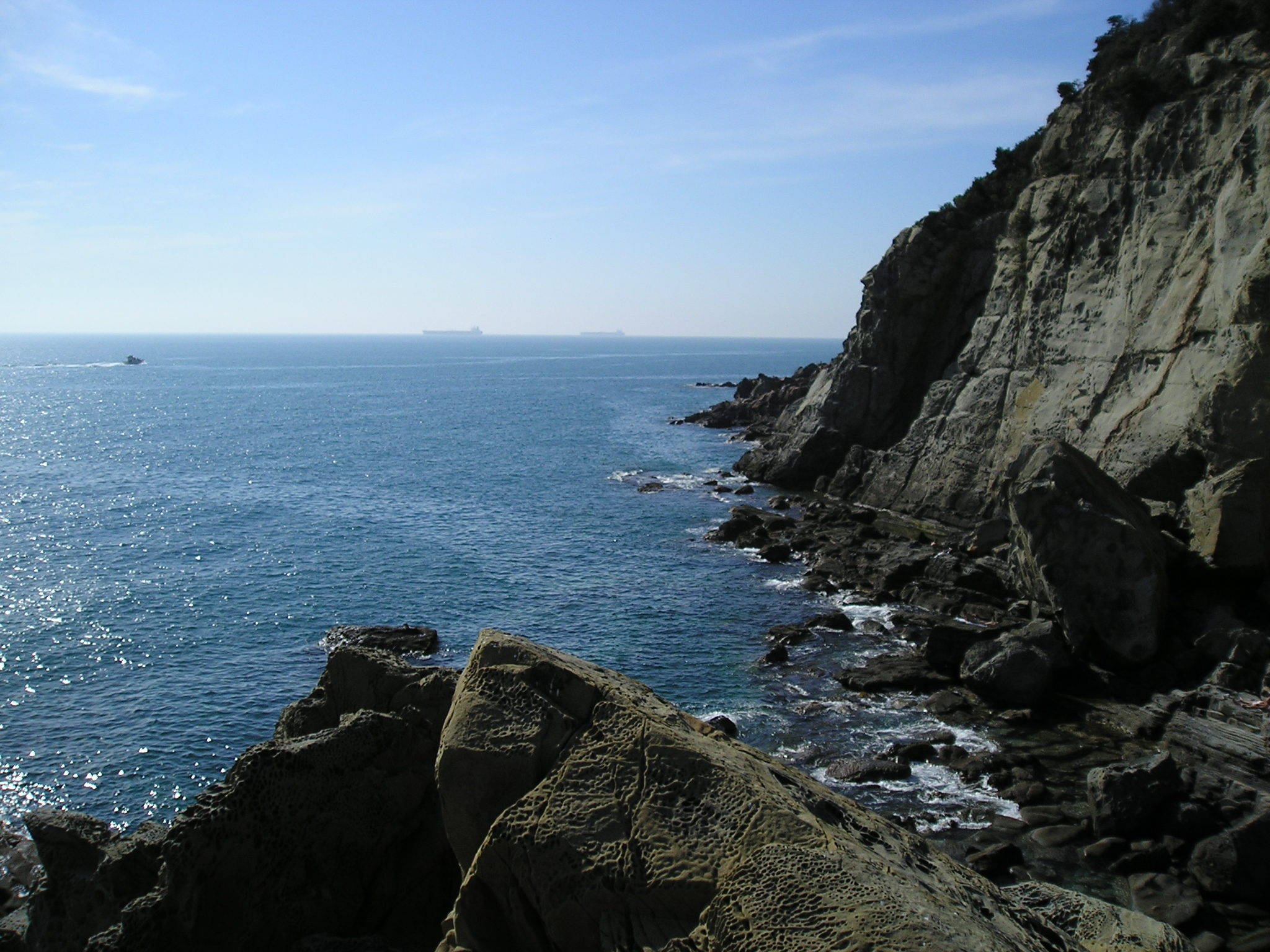
Il Sassoscritto

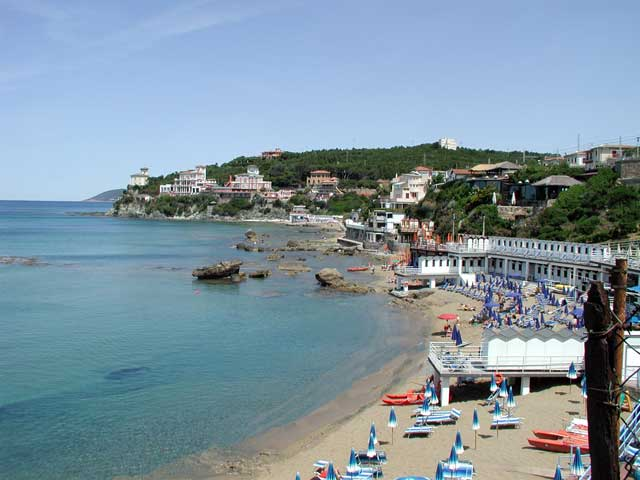
La Baia del Quercetano e i promontori

A sud ovest, le Colline livornesi costituiscono una sequenza di promontori che interessano la parte meridionale del tratto costiero del comune di Livorno e il litorale settentrionale del comune di Rosignano Marittimo.
Le pendici settentrionali iniziano ad elevarsi oltre la Spiaggia del Maroccone, a sud di Antignano, dove sono chiamate Le Gronde. Lungo il tratto costiero le scogliere digradano sempre più a picco, raggiungendo subito profondità tra i 18 e i 35 metri tra il Castello del Boccale (Punta della Gallina) e l'area attorno alla Torre di Calafuria. In questo primo tratto gli scogli si caratterizzano per una colorazione tendente al rosso, spesso erosi dall'azione dei venti, delle acque piovane e di quelle marine portate da intense mareggiate con libeccio di forte intensità: l'area a sud di Calafuria viene denominata anche Il Sassoscritto proprio per le suddette caratteristiche.
Il Sassoscritto si estende sulle propaggini occidentali del Monte Telegrafo, che digradano verso il mare dando origine, da nord a sud, a Punta Pacchiano, Punta Combara e Punta del Miglio, oltre la quale un vallo separa questa area da quella del Poggio delle Monachine e de Il Romito, tra i cui rilievi si trova la suggestiva Cala del Leone, con sabbia mista a ciottoli. La suddetta cala è chiusa a sud dal poggio sul quale sorge l'imponente mole del Castello Sidney Sonnino.
Superato Il Romito, vi è la possibilità di attracco ad un piccolo porticciolo annesso al suddetto maniero, che precede la frazione di Quercianella, caratterizzata da litorale più basso ma sempre ciottoloso e scoglioso. Nella parte settentrionale dell'abitato vi è l'ormeggio turistico del Porto di Quercianella, mentre la parte meridionale della frazione è delimitata dall'ultimo tratto e dalla foce del Chioma, da dove inizia il territorio comunale di Rosignano Marittimo.
Presso la foce del corso d'acqua si trova un altro ormeggio turistico, il Porto del Chioma, oltre il quale la costa prosegue scogliosa in località Fortullino, ai piedi del Monte Pelato, seguita da una serie di piccole insenature rocciose simili a fiordi chiuse da pendici denominate Le Forbici. Una di queste baie caratteristiche è chiamata Scogli Neri, per la colorazione che presenta.
Proseguendo verso sud si apre una baia, chiamata Buca dei Corvi, oltre la quale ha inizio la frazione di Castiglioncello, con la suggestiva Baia del Quercetano che si apre davanti alla parte nord-occidentale dell'abitato. La Punta Righini separa la suddetta baia dal Porto nord di Castiglioncello, diviso a sua volta dal Porto sud di Castiglioncello da un'altra serie di scogliere corrispondenti alla modesta altura sulla quale sorgono una torre medicea e, più a ovest, il Castello Pasquini.
Le pendici meridionali delle Colline livornesi digradano a sud verso il primo tratto della pianura maremmana, originando per ultima la Baia della Crepatura, che include anche la famosa Caletta di Castiglioncello.

## Flora e fauna
In antichità i monti alle spalle di Livorno sorgevano come isole in mezzo al mare, mentre oggi costituiscono una riserva naturalistica di grande importanza.

### Flora
Le Colline livornesi sono interamente ricoperti da una fitta macchia mediterranea, divisa in macchia di basso fusto e macchia di alto fusto.
La macchia di basso fusto è molto naturale e caratteristica per la regione mediterranea: folta, intricata e spesso impenetrabile. È formata da arbusti spesso alti due metri, e completamente priva di alberi. Si trova soprattutto nelle zone costiere delle Colline livornesi, essendo stata molto veloce a formarsi dopo che un incendio, nel 1990, distrusse quasi completamente la macchia d'alto fusto di questa zona. Le specie più comuni sono:
- il Cistus salvifolius
- il Cistus incanus
- il Cistus monspeliensis
- la Phillyrea
- il Rhamnus alaternus

La macchia d'alto fusto è caratterizzata da alberi d'alto fusto che talvolta superano anche i 30 metri. Tra questi i più diffusi sono: pini marittimi, pini d'Aleppo, pini domestici, olmi, sugheri e lecci; sono presenti inoltre pioppi, frassini e salici. Sotto di questi sono presenti molte specie d'arbustri quali il Mirto, l'Erica, la Ginestra, il Ginepro comune, il Lentisco ed altri ancora.

### Fauna
La fauna è costituita in prevalenza da cinghiali, donnole e volpi, soggetti alla caccia nel periodo che va da novembre ai primi giorni di marzo. Sono presenti anche istrice e numerose specie di uccelli.

## Idrografia

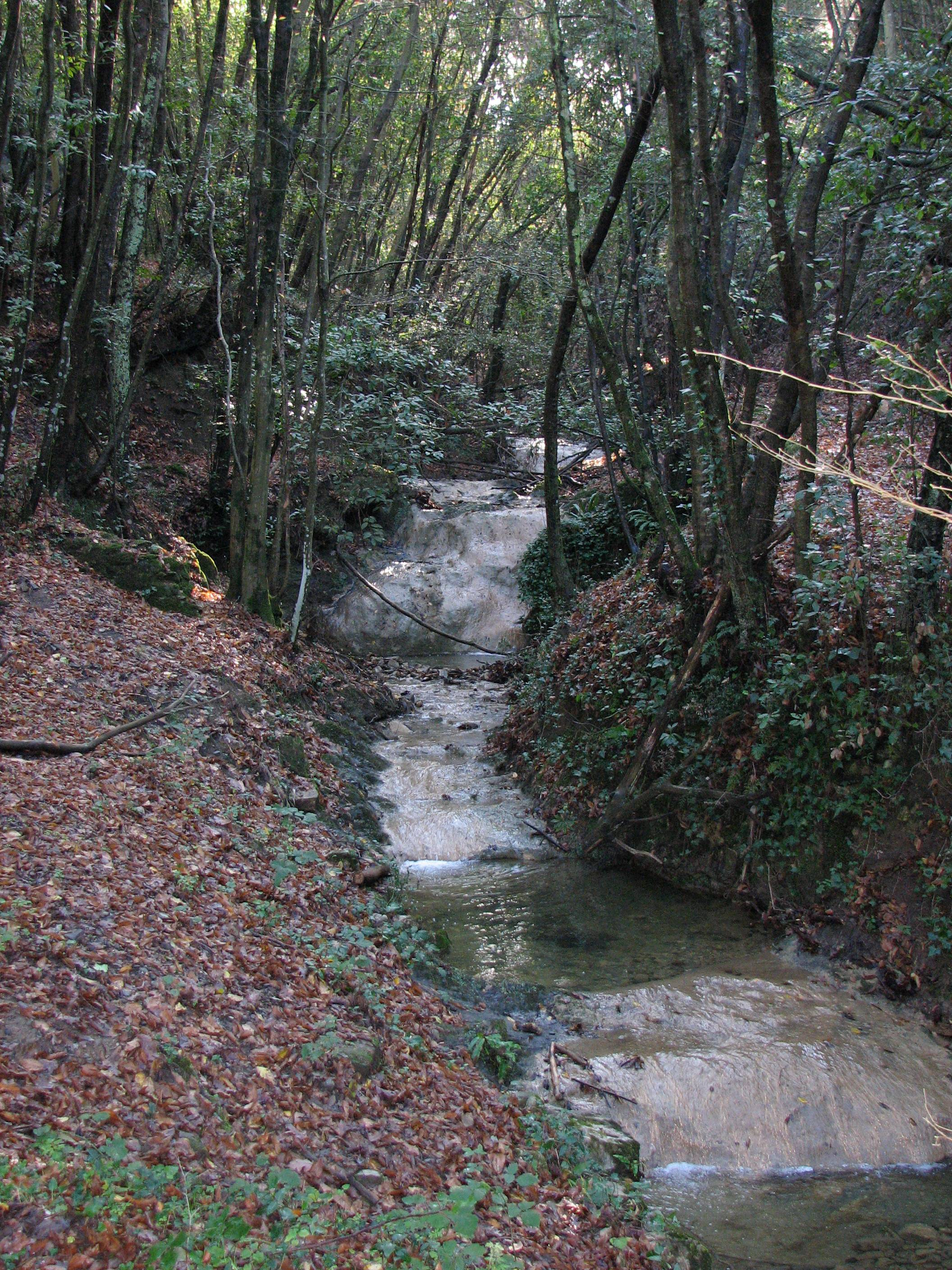
Torrente Ugione

Dalle Colline Livornesi discendono numerosi rigagnoli a carattere torrentizio, quasi completamente secchi in estate, che raramente superano i 10 chilometri di lunghezza. 
Il più conosciuto e rinomato tra questi è il Rio Ardenza, poco più lungo di 11 km, che sfocia nel lungomare di Livorno, presso la località Tre Ponti, nel quartiere di Ardenza. Nonostante il braccio più lungo del torrente si chiami già Rio Ardenza, il corso d'acqua deve quasi tutta la sua portata al Botro del Molino, sempre pieno d'acqua per le sue numerose sorgenti.

### Corsi d'acqua principali per lunghezza
- Tora, 29 km (lunghezza originaria prima della realizzazione della superstrada Firenze-Livorno e dell'interporto di Guasticce);
  - Rio Tanna, 7,2 km;
  - Torrente Morra, 7 km;
- Ugione, 14 km;
  - Rio dall'acqua puzzolente, 7 km;
  - Rio Cigna, 8,5 km;
- Savalano, 13 km;
- Chioma, 11 km;
- Rio Ardenza, 11 km;
  - Botro del Molino, 4 km;
- Rio Maggiore, 10 km;
- Rio Maroccone, 3 km.

## Elenco dei rilievi

### Nord
- Poggio Corbolone, 267 m.
  - Il Crocione, 190 m.
- Monte La Poggia, 364 m.
- Poggio Lecceta, 462 m.

### Centro
- Monte Maggiore, 454 m
- Monte Auto, 372 m
- Poggio Castello, 333 m
- Monte Rotondo, 149 m
- Monte Nero, 313 m (loc. Montenero)
- Il Piastrone, 190 m
- Monte Telegrafo, 188 m
- Poggio delle Monachine, 208 m
- Torre del Romito, 87 m

### Sud
- Monte Pelato, 375 m
- Monte Carvoli, 352 m
  - Poggio San Quirico, 313 m
- Poggio Pelato (Loc. Gabbro), 299 m
- Poggio di Nibbiaia, 295 m
  - Poggio Artonaia, 249 m
  - Il Poggione, 211 m
- I Poggetti, 197 m

## Elenco dei sentieri
Le Colline livornesi sono percorse da numerosi sentieri numerati, nell'ambito dell'iniziativa provinciale del C.A.I. che prevede la valorizzazione del territorio.
I sentieri, nell'ordine di numero, sono:
- 00, il sentiero di crinale, che dalla località Pian di Rota percorre da nord a sud il gruppo montuoso, passando per le località Valle Benedetta e Nibbiaia. A questo sentiero principale ne sono collegati altri che vanno sia verso il mare che verso l'entroterra.
- Il numero 1, che, partendo dalla località "Tiro a segno", sale il versante occidentale del Poggio Corbolone, fino al passo Grocione, a 190 metri d'altezza. Questo sentiero è spesso usato dal C.A.I. per scopi didattici.
- Il numero 2, che si collega al numero 4 partendo dalla località M° Ferrierd sul Rio Ardenza. Il sentiero passa per il Poggio Sperticara e percorre le sorgenti del Botro del Molino.
- Il numero 3, che arriva presso Valle Benedetta partendo da Collesalvetti. Nel suo lungo percorso (ben 10 chilometri), passa per le località Bosco Malenchini, Castell'Anselmo, Parrana San Martino e Poggio ai Tre Molini (435 m).
- Il numero 4, che parte dal Castello del Boccale, sull'Aurelia, raggiungendo le località Castellaccio (300 m, presso Montenero) e Monte Nero (313 m), dirigendosi successivamente a est verso il Monte Maggiore per confluire nello 00.
- Il numero 5, che parte dal paesino di Colognole (Collesalvetti), raggiungendo lo 00 dopo qualche chilometro, alle sorgenti del Torrente Morra (280 m d'altezza).
- Il numero 6 parte dalla foce del Chioma e, seguendo il corso del fiume, al confine tra il comune di Livorno e quello di Rosignano Marittimo, arriva a Podere del Gorgo (59 m), dopo 3 chilometri.
- Il numero 7, che da Gabbro aggira il versante occidentale del Poggio d'Arco e Montalto, per terminare nello 00 dopo 2 km presso la località Palazzine, vicino al Monte Maggiore.
- Il numero 8, che percorre 5 km partendo dalla località Fortullino, alla foce del botro Fortulla. Ilsentiero, completamente integrato nel comune di Rosignano Marittimo, aggira il Poggio San Quirico (313 m s.l.m.) e si dirige verso Piano dei Lupi dove si conclude nello 00.
- Il numero 9 collega i due paesi Gabbro e Nibbiaia, e per ben la metà della sua lunghezza complessiva (quasi 5 km) passa per una strada asfaltata. Attraversa il Poggio Dorcino, il Poggio Carciviscoli e la località Stregonia.
- Il numero 10, che collega in 6 km Castiglioncello e lo 00 presso Monte Pelato (378 m) attraverso una strada facilmente percorribile in bicicletta e il numero 11, un prolungamento del precedente, che si conclude a Castelnuovo della Misericordia, dopo altri 2 km.
- Il numero 12 affianca il fiume Fine partendo dallo 00 in località Migliarino (alla congruenza del fiume Fine e del Torrente Pescera) e dirigendosi verso sud. Anche se il tracciato non si troverebbe effettivamente sulle Colline livornesi, viene comunque incluso nella segnaletica locale.
- Il numero 13 che, partendo dal Lago di Santa Luce, percorre un chilometro in Provincia di Pisa per poi addentrarsi in Provincia di Livorno, guadando il fiume Fine presso C.S. Elena e giungendo fino allo 00 vicino a Rosignano Marittimo.

## Il "Parco provinciale dei Monti Livornesi"
Il parco è stato istituito nel 1999 e si estende tra i comuni di Collesalvetti, Livorno e Rosignano Marittimo per un totale di 1.300 ettari.
Il parco, che si inserisce nel contesto delle Colline livornesi, è formato da ampie distese di foreste che interessano le zone di Valle Benedetta e Montenero, collegate tra loro e circondate dalle aree protette di Parrana San Martino, Poggio Corbolone, Monte Maggiore e della valle del Chioma; inoltre al parco è assegnata anche l'area distaccata dei Poggetti, nel comune di Rosignano Marittimo.

## La "Riserva naturale Calafuria"
Si estende per 115 ettari nella zona di costiera di Calafuria.
La riserva è stata istituita con Decreto del Ministero Dell'Agricoltura e Foreste del 13 luglio 1977.
La riserva naturale è percorribile grazie ad un sentiero "dorsale", che corrisponde in parte al sentiero 5. Questi collega la parte più bassa, sulle rive del Rio Maroccone alla cima de Il Montaccio (270 m s.l.m.), il punto più alto della riserva. Esistono comunque altri numerosi sentieri, segnati in vari cartelli presenti sul percorso, e numerosi piazzali panoramici.
La flora è tipicamente mediterranea. È presente una piccola lecceta in fondo alla valle del Rio Maroccone, unica nel suo genere perché sopravvissuta al disastroso incendio del 1990 che coinvolse centinaia di ettari di foreste. Più in su, sul crinale de Il Montaccio e nei pressi del Monte Telegrafo (150 m s.l.m.) sono presenti invece numerosi cespugli di ginestre intervallate da rari pini marittimi e pini d'aleppo.